# Acrocercops terminaliae
Acrocercops terminaliae är en fjärilsart som först beskrevs av Henry Tibbats Stainton 1862.  Acrocercops terminaliae ingår i släktet Acrocercops och familjen styltmalar. Inga underarter finns listade i Catalogue of Life.